# Mistrzostwa Wyższej Hokejowej Ligi
Mistrzostwa Wyższej Hokejowej Ligi (ros. Первенство Высшей хоккейной лиги – pol. Pierwienstwo Wysszej Chokkiejnoj Ligi) – trzeci poziom rosyjskich rozgrywek w hokeju na lodzie. Pierwszym jest Kontynentalna Hokejowa Liga, drugim Wyższa Hokejowa Liga.

## Historia
Do rozpadu ZSRR Wysszaja Liga była najwyższą klasą rozgrywkową. Drugą radziecką klasą ligową była wówczas Pierwaja Liga (ros. Первая лига) - rozgrywki określano też jako Klasa B. Niżej istniała Wtaraja Liga (ros. Вторая лига). Tenże podział został unieważniony w 1992, wówczas Wysszaja Liga stała się drugą klasą rozgrywkową. Najwyższą została Superliga.
W sezonie 2010/2011 liga nosiła nazwę Mistrzostwo Rosji wśród klubów regionów (ros. Первенство России среди клубных команд регионов). Do końca tego sezonu całe rozgrywki istniały pod nazwą Pierwaja Liga (ros. Первая лига (чемпионата России по хоккею с шайбой)), określana też jako RUS-3.
23 sierpnia 2011 Federacja Hokeja Rosji (FHR) ogłosiła stworzenie rozgrywek Rossijskaja Chokkiejnaja Liga (RHL; ros. Российская хоккейная лига, РХЛ), które zastąpiły Pierwaja Liga.
W myśl umowy zawartej w 2015 rozgrywki RHL zostały wcielone do struktury Wysszaja Chokkiejnaja Liga i nazwane "Первенство Высшей хоккейной лиги" (transkr. Pierwienstwo Wysszej Chokkiejnoj Ligi - pol. Mistrzostwa Wyższej Hokejowej Ligi). Od sezonu 2015/2016 zwycięzca fazy play-off otrzymuje Puchar Federacji.
W maju 2023 ogłoszono, że rozgrywki przestały istnieć.

## Edycje
Od czasu reformy rozgrywek hokejowych w Rosji po rozpadzie ZSRR, nie wyłania się ponadregionalnego mistrza trzeciej klasy rozgrywek, lecz niejako kilku zwycięzców bez rangi mistrza (następnie kluby te mają możliwość uzyskania awansu do drugiej klasy ligowej, obecnie WHL).

### Medaliści
Triumfatorzy trzeciej klasy rozgrywek
- 1979 Torpedo Togliatti
- 1981 Mietałłurg Czerepowiec
- 1982 Torpedo Togliatti
- 1987 Mietałłurg Nowokuźnieck
- 1989 SKA Chabarowsk
- 1990 Mietałłurg Nowokuźnieck

| Sezon     | 1. miejsce         | 2. miejsce           | 3. miejsce                   | Sezon zasadniczy     |
| --------- | ------------------ | -------------------- | ---------------------------- | -------------------- |
| 2011/2012 | Sławuticz Smoleńsk | Buran Woroneż        | THK Twer                     | Buran Woroneż        |
| 2012/2013 | Mordowija Sarańsk  | Jamalskije Stierchi  | Sławuticz Smoleńsk           | Sławuticz Smoleńsk   |
| 2013/2014 | Sławuticz Smoleńsk | Mordowija Sarańsk    | Jamalskije Stierchi          | Sławuticz Smoleńsk   |
| 2014/2015 | HK Rostów          | CSK WWS Samara       | Mordowija Sarańsk            | HK Rostów            |
| 2015/2016 | HK Tambow          | HK Rostów            | Mordowija Sarańsk            | HK Rostów            |
| 2016/2017 | HK Rostów          | Sławuticz Smoleńsk   | Mordowija Sarańsk            | HK Rostów            |
| 2017/2018 | HK Tambow          | HK Czeboksary        | Mordowija Sarańsk            | HK Rostów            |
| 2018/2019 | HK Rostów          | Mordowija Sarańsk    | HK Czeboksary                | HK Rostów            |
| 2019/2020 | HK Czełny          | HK Czeboksary        | Dinamo-Ałtaj Barnauł         | HK Czełny            |
| 2020/2021 | Krasnojarskie Rysi | Kristałł Saratów     | Dinamo-Ałtaj Barnauł         | Dinamo-Ałtaj Barnauł |
| 2021/2022 | Krasnojarskie Rysi | Kristałł Saratów     | Dinamo-Ałtaj Barnauł         | Dinamo-Ałtaj Barnauł |
| 2023/2023 | CSK WWS Samara     | Dinamo-Ałtaj Barnauł | Kristałł Saratów / HK Czełny | CSK WWS Samara       |

### Uczestnicy

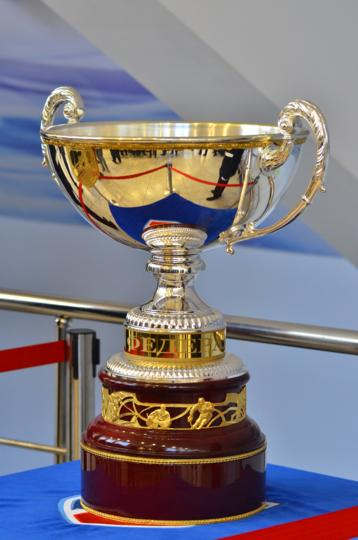
Trofeum ligowe

W XXI wieku w lidze uczestniczą z reguły zespoły będące drużynami farmerskimi klubów KHL i WHL. Są także rezerwowe drużyny z klubów występujących w wyższych rozgrywkach. Tym samym kluby te mogą systematycznie wprowadzać swoich młodych zawodników do gry na profesjonalnym poziomie.
W sezonie 2008/2009 w rozgrywkach Pierwaja Liga występowało 58 klubów. Liga podzielona była na cztery Dywizje: Powołże (15), Centralna (20), Ural (14) oraz Syberia (9). W tym sezonie w lidze występowały trzy drużyny kazachskie
W sezonie 2010/2011 w rozgrywkach występowały kluby z Pierwaja Liga z sezonu poprzedniego 2009/2010 oraz zespoły, których nie przyjęto do WHL w edycji 2010/2011.
Po utworzeniu RHL w 2011 roku ustalono nowy podział rozgrywek - stworzono dwie Dywizje. Dywizja Zachód obejmuje od tej pory wcześniejsze Powołże i Centralną, zaś druga Dywizja Wschód scaliła poprzednie Ural i Zachodnia Syberia oraz Syberyjską i Daleki Wschód.
W edycji 2011/2012 występowały 24 kluby. Po sezonie 2011/2012 rozgrywki RHL opuściły kluby Buran Woroneż i THK Twer, które przyjęto do WHL.
W sezonie 2012/2013 występowały 22 zespoły - 12 w Dywizji Zachód i 10 w Dywizji Wschód.
W sezonie 2013/2014 uczestniczyło 22 drużyny - 12 w Dywizji Zachód i 10 w Dywizji Wschód. Ligę opuściły HK Lipieck, HK Biełgorod, HK Czełny, Sputnik Almietjewsk, Jantar Siewiersk, Sputnik 2Niżny Tagił, Szachtior Prokopiewsk, Zauralje 2 Kurgan.
Do sezonu 2014/2015 przystąpiło 9 drużyn. Ligę opuściły kluby HK Briańsk, Kristałł Elektrostal, Progriess Głazow, Angieł Sibiri, Buriewiestnik Jekaterynburg, Kiedr Nowouralsk, Kristałł-Jugra, Rubin-2 Tiumeń, a w ramach rozgrywek zniesiono podział na dywizje. W 2015 mistrzostwo RHL zdobyła drużyna HK Rostów.
Do sezonu 2015/2016 przystąpiło 9 drużyn. Ligę opuściły Jamalskije Stierchi z Nojabr´ska i Sojuz Zariecznyj. Do rozgrywek przyjęto Junior-Sputnik Niżny Tagił i Kristałł-Junior Saratów. W połowie sierpnia 2015 ogłoszono terminarz na sezon 2015/2016. W 2016 triumfatorem ligi został HK Tambow i jednocześnie został pierwszym zdobywcą trofeum rozgrywek pod nazwą Mistrzostwa Wyższej Hokejowej Ligi.
Przed sezonem 2016/2017 do ligi przystąpił klub HK Czełny, który opuścił rozgrywki juniorskie MHL-B. Miejsce klubu Sokoł Nowoczeboksarsk zajął HK Czeboksary. W 2017 ligę wygrał HK Rostów.
Przed sezonem 2017/2018 z ligi został wycofany Sławuticz Smoleńsk, a drużyna CSK WWS Samara została przyjęta do rozgrywek WHL. W 2018 po raz drugi w historii triumfował HK Tambow.
Do sezonu 2018/2019 nie przystąpiły HK Tambow (przyjęty do sezonu WHL 2018/2019), Junior-Sputnik, zaś przyjęto Junior Kurgan, Mietałłurg Jużnyj Ural, Krasnojarskie Rysi. W edycji było dziewięciu uczestników. W 2019 mistrzem został HK Rostów.
Przed edycją 2019/2020 ze składu początkowo ubyli dwaj uczestnicy: HK Rostów (przyjęty do WHL) oraz Mietałłurg Jużnyj Ural Orsk, zaś przyjęty został HK Orenburg. Zespół Ałtaj Barnaul został przemianowany na Dinamo-Ałtaj Barnauł, a Kristałł-Junior Saratów na Kristałł. Pierwotnie do tej edycji było anonsowanych osiem drużyn. Spośród nich we wrześniu 2019 została wycofana Mordowija Sarańsk, w związku z czym liczba zespołów w sezonie 2019/2020 zmalała do siedmiu. Edycja WHL 2019/2020 nie została dokończona z powodu pandemii COVID-19 (w sezonie regularnym pierwsze miejsce zajął HK Czełny). W lipcu 2020 Federacja Hokeja Rosji ogłosiła ustaloną kolejność drużyn w sezonie (złoty medal otrzymał HK Czełny, srebrny HK Czeboksary, a brązowy Dinamo-Ałtaj Barnauł).
Latem 2020 ogłoszono wycofanie drużyny z Orenburga z grona uczestników, w związku z czym w edycji 2020/2021 występowało sześć ekip. W sezonie 2020/2021 triumfowały Krasnojarskie Rysi.
Przed sezonem WHL-B 2021/2022 z ligi został wycofany Junior Kurgan, wobec czego liczba uczestników zmalała do pięciu. W 2022 tytuł mistrzowski obroniły Krasnojarskie Rysi.
Przed edycją 2022/2023 z rozgrywek wycofano HK Czeboksary (klub rozwiązano) i Krasnojarskie Rysi (przeniesiony do MHL), zaś przyjęto CSK WWS Samara (powrót z WHL) i Fieniks Kazań. Mistrzami zostali zawodnicy CSK WWS.

### Sezon 2022/2023
| Drużyna        | Miasto               |
| -------------- | -------------------- |
| CSK WWS Samara | Samara               |
| HK Czełny      | Nabierieżnyje Czełny |
| Dinamo-Ałtaj   | Barnauł              |
| Fieniks Kazań  | Kazań                |
| Kristałł       | Saratów              |

## Nagrody
Po zakończeniu sezonu w lidze przyznawane są nagrody indywidualne.